# Tabacco da masticare

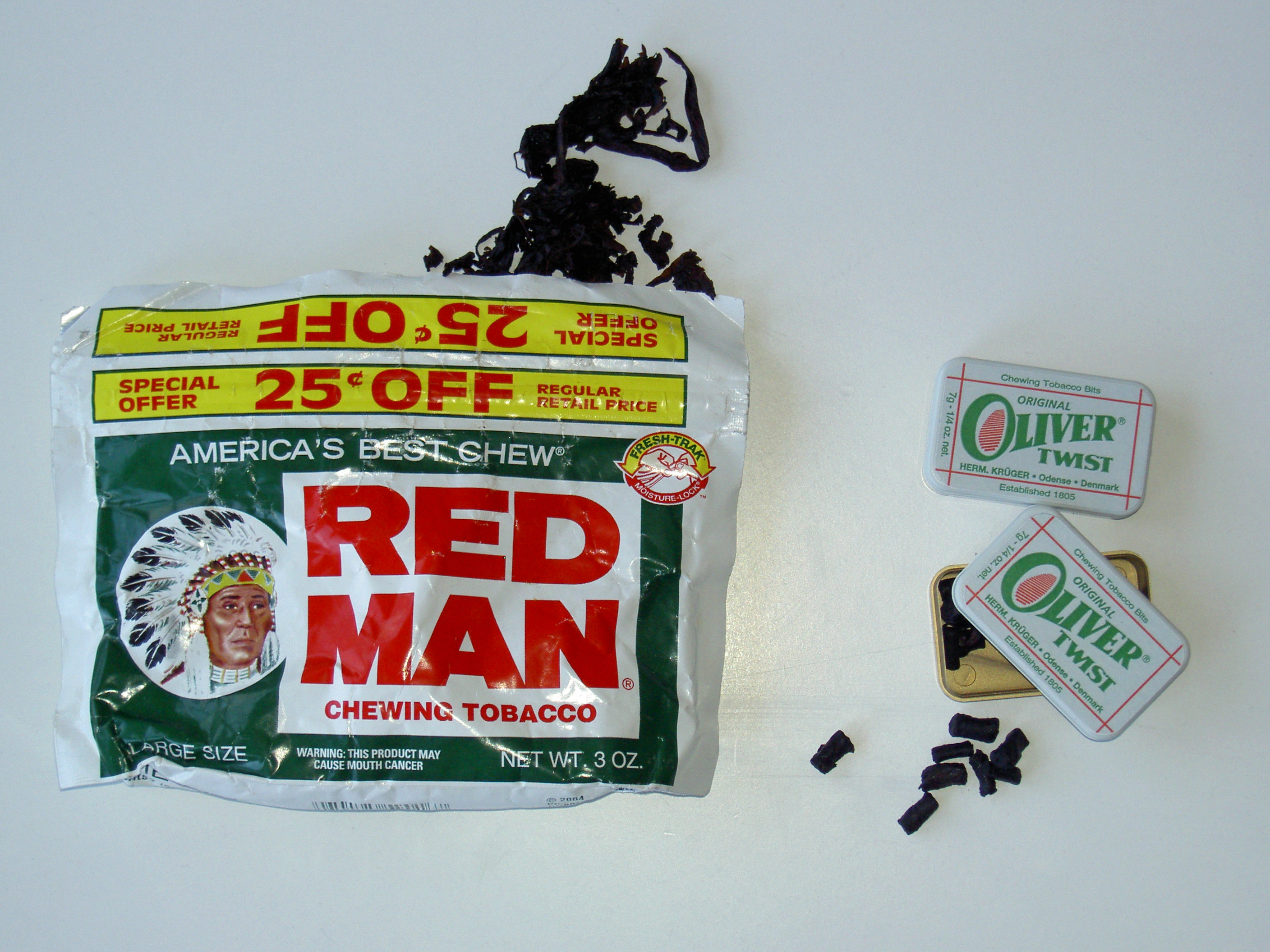
Red Man e l'Oliver Twist sono due marche di tabacco da masticare.

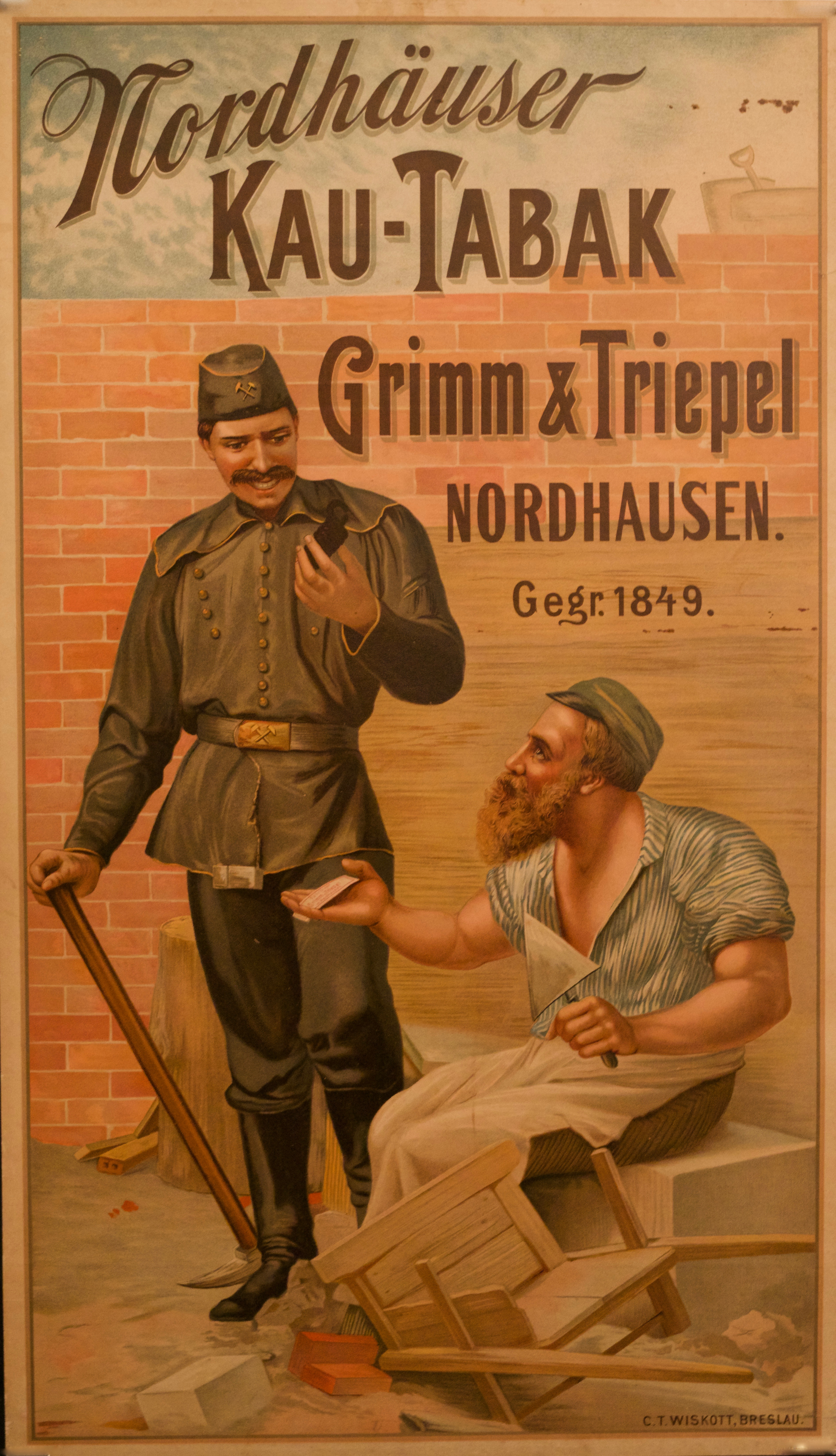
Pubblicità storica del tabacco da masticare Grimm & Triepel Kruse (1895)

Il tabacco da masticare è consumato ponendone una porzione tra la guancia e la gengiva. Non è macinato e deve essere masticato, creando un bolo, per rilasciare sapore e nicotina. I residui vengono poi espettorati.
Il tabacco da masticare è fabbricato in diversi modi, a forma di barretta, trattata con un dolcificante per compattare il tabacco, o come trinciato adatto alla masticazione. 
Quasi tutti i moderni tabacchi da masticare sono prodotti attraverso un processo di stagionatura, taglio, fermentazione e lavorazione o dolcificazione.  Storicamente, molti marchi americani di tabacco da masticare erano fatti con residui della lavorazione dei sigari.